# Trimorus brevicornis
Trimorus brevicornis är en stekelart som först beskrevs av Thomson 1859.  Trimorus brevicornis ingår i släktet Trimorus, och familjen gallmyggesteklar. Arten är reproducerande i Sverige.